# Bloco das Esquerdas (França)
O Bloco das Esquerdas (Bloc des gauches) foi uma coalizão de forças políticas republicanas criada durante a Terceira República Francesa, em 1899, para disputar as eleições legislativas de 1902.
Após o “Caso Dreyfus”, Pierre Waldeck-Rousseau reuniu um "Gabinete de Defesa Republicano" (Gouvernement de défense républicaine) em junho de 1899, apoiado por uma maioria parlamentar composta por radicais e socialistas. Essa maioria decidiu aliar-se para as eleições de 1902, que venceu. Sob a liderança de Émile Combes, o novo governo implementou uma política anticlerical, aprovando a lei francesa de 1905 sobre a separação da Igreja e do Estado, e se opôs ao crescente movimento nacionalista.
Inicialmente, o Bloco apoiou o gabinete de Émile Combes (junho de 1902 a janeiro de 1905) e depois os gabinetes subsequentes de Maurice Rouvier (janeiro de 1905 a outubro de 1906). Essa coalizão republicana se dissolveu após a saída dos ministros socialistas do governo.